# Livin' in the Fast Lane
Livin' in the Fast Lane è il quarto album del gruppo hip hop statunitense The Sugarhill Gang, pubblicato nel 1984 e distribuito dalla Sugar Hill Records.

## Tracce
1. Girls – 5:36
2. Fast Lane – 5:08
3. I Like What You're Doing – 5:25
4. Kick It Live – 6:23
5. Troy – 6:32
6. Real Funky – 6:05
7. Space Race – 7:40

Durata totale: 42:49